# 台北県

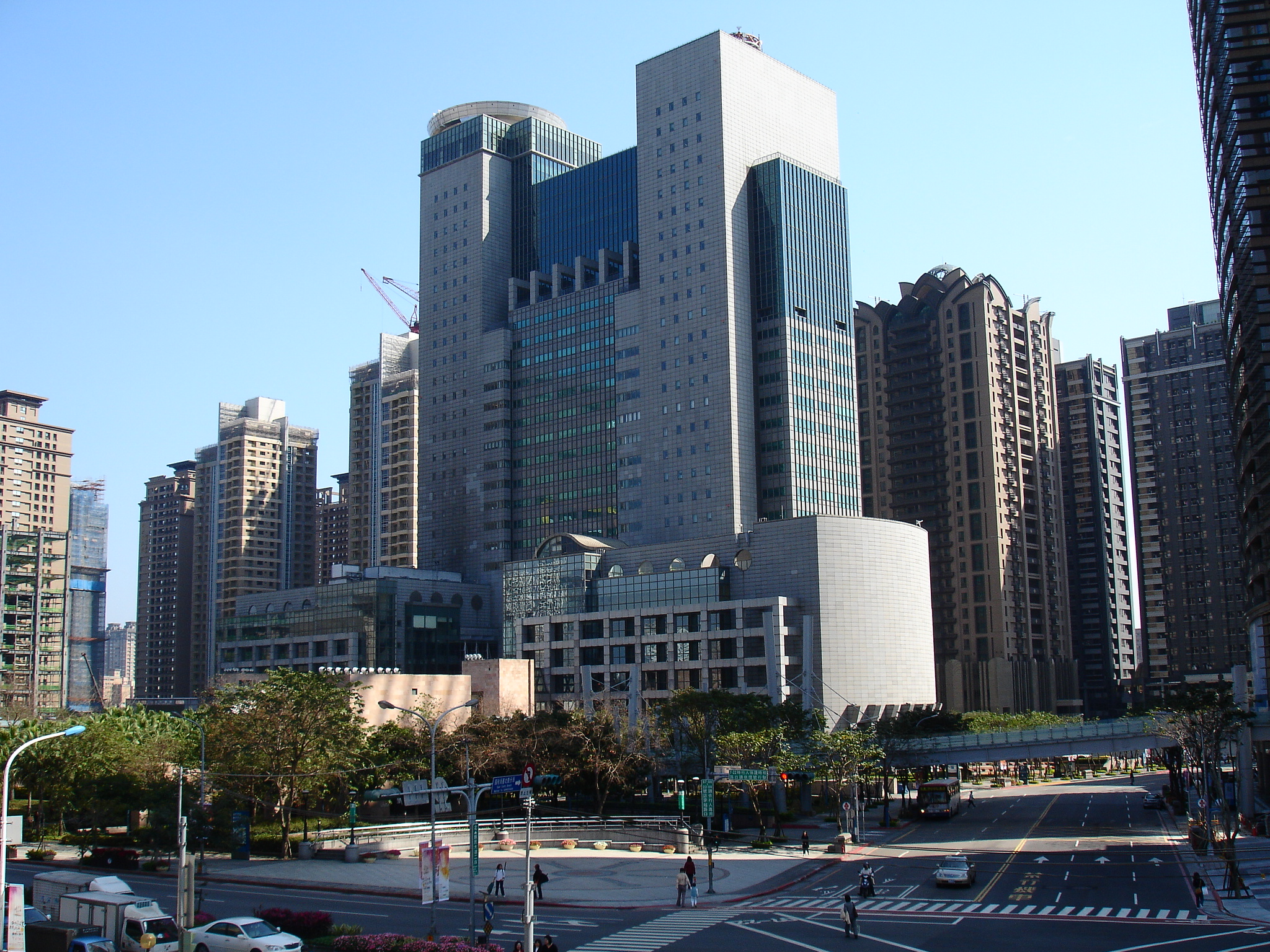
台北県政府
（現：新北市政府）

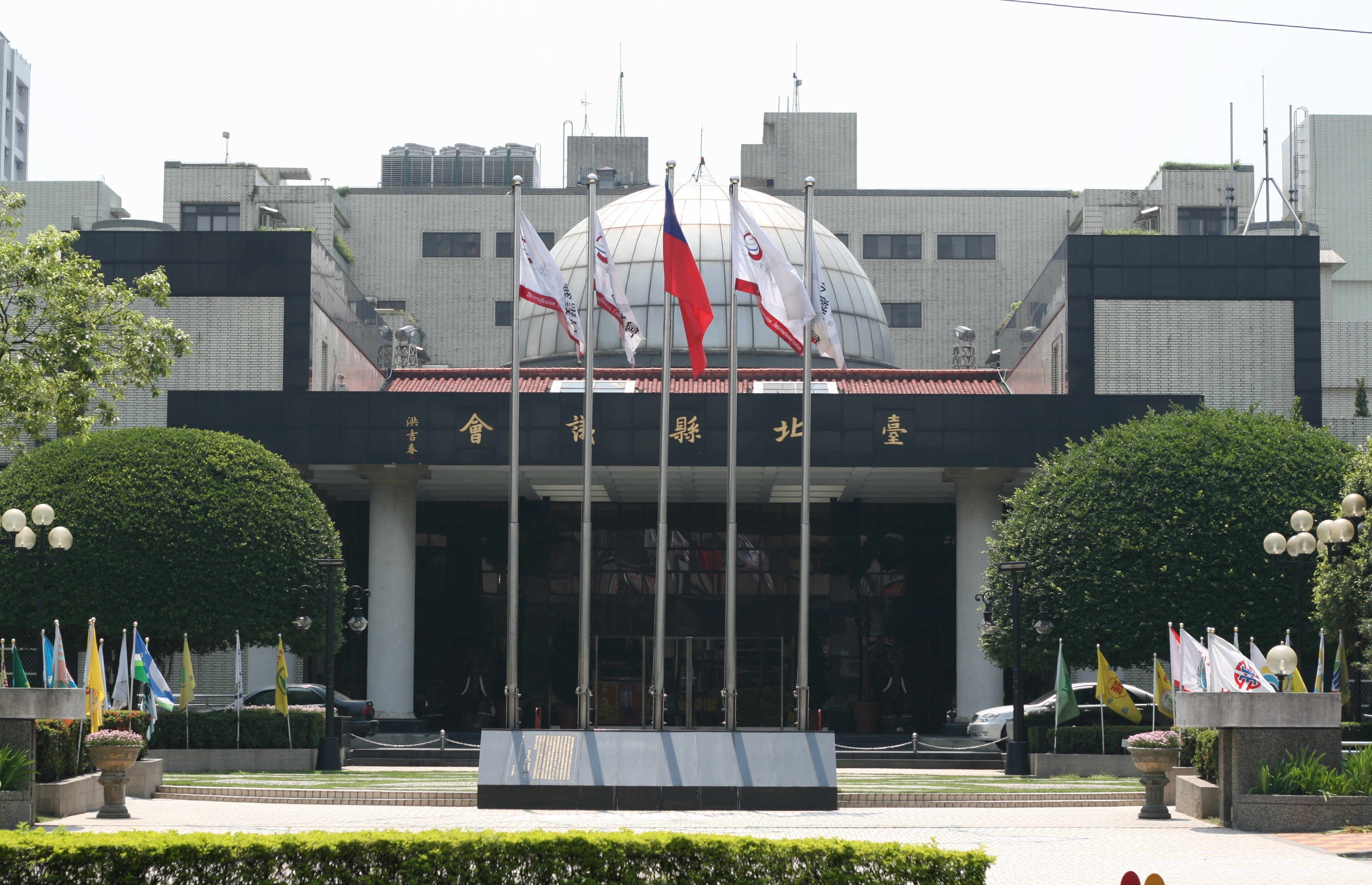
台北県議会
（現：新北市議会）

台北県（タイペイ/たいほく-けん、繁体字中国語: 臺北縣/台北縣、英語: Taipei County）は、かつて中華民国台湾省に存在した県。2010年（民国99年）に直轄市に昇格して台湾省から離脱し、新北市と改称された。

## 沿革
1945年（昭和20年/民国34年）の台湾光復後、日本統治時代の台北州の範囲のうち、省轄市（現：市）となった台北市と基隆市を除く範囲を管轄する台北県が設置された。当初、県政府は暫定的に台北市内の華山に設置されたが、火災のため1946年（民国35年）12月に蘆洲郷に移転した。翌1947年（民国36年）1月に台北県参議会は県政府を正式に板橋鎮に設置することを決定した。
1950年（民国39年）10月10日、台湾省の行政区画の再編が行われ、宜蘭市、宜蘭区、羅東区、蘇澳区を分割して宜蘭県が設置される。同年に県轄区が廃止され、郷・鎮は県の直接管轄下に置かれた。
1979年（民国68年）に人口が院轄市設置の基準に達して以降、台北県は何度か院轄市への昇格を計画したが、いずれも行政院によって拒否された。
1990年（民国79年）、人口が300万人を突破。
2007年（民国96年）5月23日、立法院は「地方制度法」第4条の改正を可決し、「人口200万人以上の県は、直轄市への昇格前、または政治・経済・文化・都市発展状況が直轄市への改編基準に満たない場合、行政院の認可を受け、直轄市と同等の権限を認める」と規定された。これは一般的に「準直轄市」と呼ばれた。人口が200万人を上回っていた台北県は同年10月1日に「準直轄市」への昇格を発表し、一級機関の新任首長の合同就任式を行った。
2008年（民国97年）12月、中華民国総統の馬英九は、台北県が直轄市としての「実質的な」財政的・人事的権限を迅速に享受できるよう県に指示した。
2009年（民国98年）6月23日、内政部は「台北県改制直轄市案」を承認した。同年7月2日、行政院は台北県の昇格を正式に承認した。同年12月25日に台北県は直轄市に昇格して中華民国台湾地区で最多の人口を抱える直轄市となり、「新しい台北市」を意味する新北市（英語: New Taipei City）に改称された。

## 行政区画

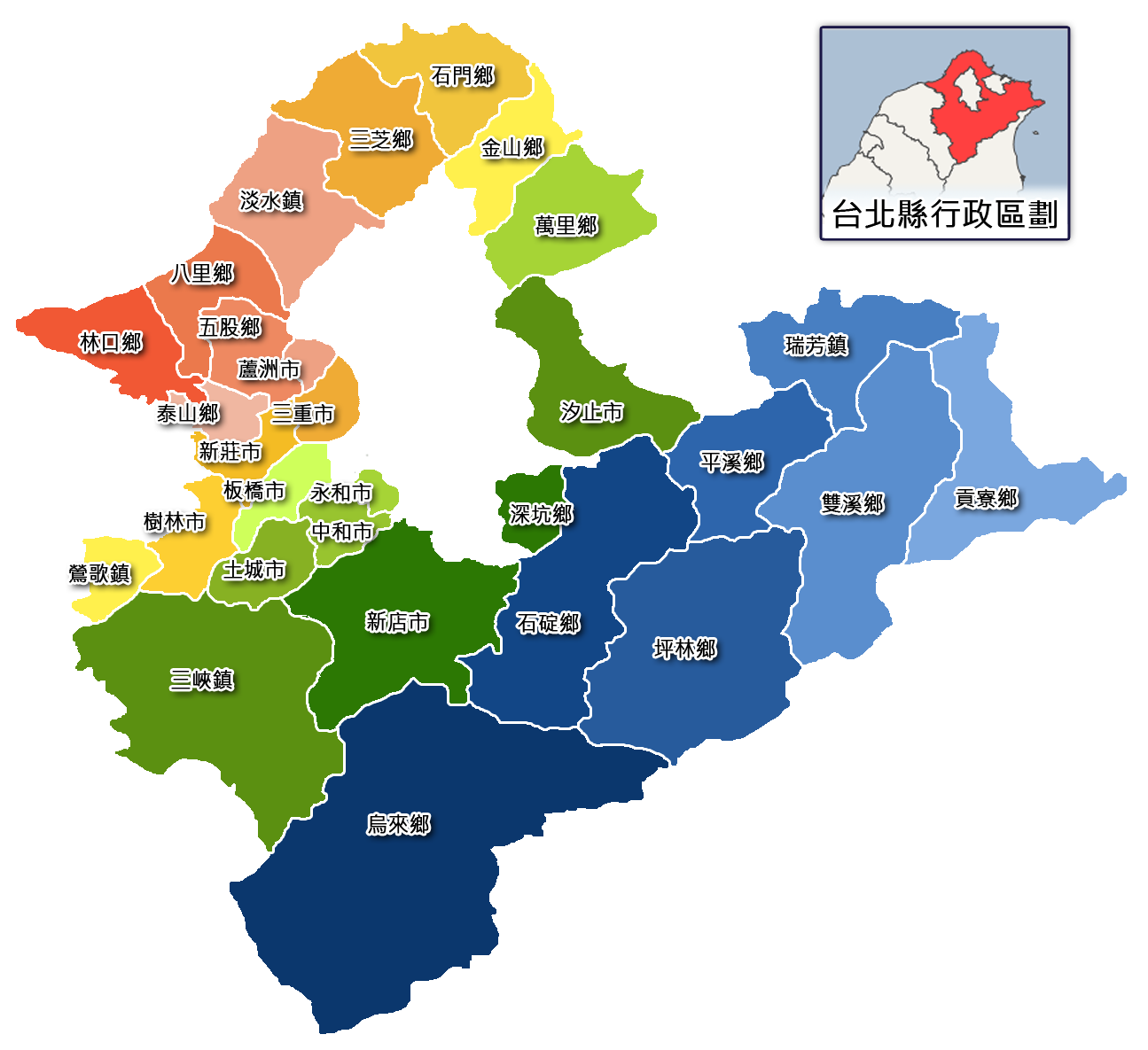
台北県の行政区画

1945年（昭和20年/民国34年）、台湾は中華民国に編入され、台北州は台北県に、台北市と基隆市は省轄市（現：市）に再編された。日本統治時代の郡は県轄区に改められた。
1946年（民国35年）、内湖郷を分割して南港鎮を設置。鶯歌鎮を分割して樹林鎮を設置。
1947年（民国36年）、七堵郷が基隆市に編入される。蘆洲郷を分割して三重鎮を設置。文山区烏来郷、羅東区太平郷、蘇澳区南澳郷の範囲に新たに北峰区を設置。蘇澳区蘇澳鎮は羅東区に編入される。
1949年（民国38年）8月26日、淡水区の士林郷と北投郷が新たに設置された草山管理局（1950年に陽明山管理局へ改称）の管轄下に入り、台北県から離脱。
1950年（民国39年）、台湾省全体での行政区画の大規模な再編が行われる。宜蘭市、宜蘭区、羅東区、蘇澳区、北峰区太平郷、南澳郷を分割して宜蘭県を設置。新荘鎮を分割して泰山郷を設置。深坑郷を分割して景美郷、木柵郷を設置。
1958年（民国47年）、中和郷を分割して永和鎮を設置。
1962年（民国51年）、三重鎮が県轄市に昇格。
1968年（民国57年）7月1日、台北市の院轄市（現：直轄市）への昇格に伴い、景美郷、木柵郷、南港郷、内湖郷が台北市に編入される。
1972年（民国61年）、板橋鎮が県轄市に昇格。
1979年（民国68年）、中和郷、永和鎮が県轄市に昇格。
1980年（民国69年）、新荘鎮、新店鎮が県轄市に昇格。
1993年（民国82年）、土城郷が県轄市に昇格。
1997年（民国86年）、蘆洲郷が県轄市に昇格。
1999年（民国88年）、汐止鎮、樹林鎮が県轄市に昇格。
2010年（民国99年）の直轄市への昇格時点で、台北県には以下の行政区画が存在した。現在は全て新北市の市轄区となっている。
| 区分   | 数 | 名称 |
| ------ | -- | --- |
| 県轄市 | 10 | 板橋市 \| 三重市 \| 中和市 \| 永和市 \| 新荘市 \| 新店市 \| 土城市 \| 蘆洲市 \| 汐止市 \| 樹林市                                                   |
| 鎮     | 4  | 鶯歌鎮 \| 三峽鎮 \| 淡水鎮 \| 瑞芳鎮 |
| 郷     | 15 | 五股郷 \| 林口郷 \| 深坑郷 \| 石碇郷 \| 坪林郷 \| 八里郷 \| 三芝郷 \| 石門郷 \| 万里郷 \| 金山郷 \| 貢寮郷 \| 双渓郷 \| 平渓郷 \| 泰山郷 \| 烏来郷 |

## 県政府組織
2010年時点での台北県政府の組織：
- 一級単位
  - 民政処
  - 財政処
  - 教育処
  - 建設処
  - 工務処
  - 農業処
  - 社会処
  - 労工処
  - 新聞処
  - 法制処
  - 行政処
  - 交通旅遊処
  - 計画処
  - 資訊処
  - 人事処
  - 主計処
  - 政風処
- 一級機関
  - 警察局
  - 消防局
  - 衛生局
  - 環境保護局
  - 文化局
  - 地方税務局